# 22. новембар
22. новембар (22.11.) је 326. дан године по грегоријанском календару (327. у преступној години). До краја године има још 39 дана.

## Догађаји
- 498 — Након смрти Анастасија II, и Симах и Лаврентије су изабрани за папу, изазвавши раскол који је трајао до 506.
- 1220 — Крунисан је Фридрих II, цар Светог римског царства. Фридрих је приликом крунисања обећао папи Хонорију III да ће покренути (пети) Крсташки рат. Поход је започео 1228. године.
- 1497 — Тражећи морски пут у Индију, Португалац Васко да Гама постао први морепловац који је опловио Рт добре наде.
- 1699 — Данска, Русија, Саксонија и Пољска, после победе над шведском војском, потписале споразум о подели Краљевине Шведске.
- 1718 — Пират Црнобради је убијен у борби након што су се код обале Северне Каролине на његов брод укрцали британски морнари.
- 1842 — На планини Сент Хеленс у америчкој држави Вашингтон избила ерупција, прва вулканска ерупција у САД чији је датум избијања забележен.
- 1868 — Одржана прва позоришна представа у Београду, у згради на Варош-капији. Изведен комад „Ђурађ Бранковић“ Карла Оберњика.
- 1943 — У Либану проглашена независност. Укинут мандат Француске над државом, од 1. јула 1920. Арапске земље, Уједињено Краљевство и САД одмах признали независност Либана, француске трупе споразумно напустиле земљу 1946.
- 1963 — У Даласу су убијени председник САД Џон Кенеди и полицајац Џеј Ди Типит. Гувернер Тексаса Џон Конали је био тешко рањен, али је преживео.
- 1963 — Потпредседник САД Линдон Џонсон је положио заклетву као 36. председник САД.
- 1972 — Председник САД Ричард Никсон укинуо, после 22 године, забрану путовања бродова САД и авиона у Кину.
- 1974 — Генерална скупштина УН дала статус посматрача Палестинској ослободилачкој организацији.
- 1975 — Два дана након смрти Франциска Франка, Хуан Карлос I је проглашен за краља Шпаније.
- 1977 — Англо-француски путнички авион Конкорд почео редован саобраћај између Европе и Америке. Редовни летови успостављени после две године правних расправа због буке коју тај авион производи.
- 1989 — У Бејруту убијен председник Либана Рене Муавад, док је пролазио кроз град у свечаној поворци поводом Дана независности. У бомбашком нападу погинуло још 16 људи.
- 1990 — Маргарет Тачер је због неслагања у својој Конзервативној странци поднела оставку после више од 11 година на премијерском месту.
- 1992 — Поморско-ваздухопловне снаге НАТО-а и западноевропске уније почеле контролу бродова у међународним водама Јадранског мора у циљу онемогућавања снабдевања Југославије нафтом и другим стратешким материјалима.
- 1995 — После потписивања Дејтонског споразума којим је окончан рат у Босни и Херцеговини, Савет безбедности УН суспендовао економске санкције Југославији и почео укидање ембарга на оружје чланицама СФРЈ. Југославија под економском блокадом била 1.253 дана, од 31. маја 1992.
- 2001 — Парламент Турске одобрио ревизију 75 година старог грађанског закона, на основу које би жене и мушкарци били равноправни.
- 2002 — Нигерија одлучила да такмичење за Мис света не буде одржано у тој држави, због муслиманско-хришћанских сукоба у којима је погинуло најмање 215 људи.
- 2004 — У Украјини су почеле демонстрације против наводног намештања на председничким изборима између актуелног премијера Виктора Јануковича и кандидата опозиције Виктора Јушченка.
- 2005 — Ангела Меркел је ступила на дужност и тако постала прва немачка канцеларка у историји.
- 2013 — Завршено Светско првенство у шаху 2013. у индијском граду Ченију. Након десет партија победио је Карлсен са резултатом 6½:3½.

## Рођења
- 1819 — Џорџ Елиот, енглеска књижевница. (прем. 1880)
- 1869 — Андре Жид, француски књижевник, добитник Нобелове награде за књижевност (1947). (прем. 1951)
- 1877 — Ендре Ади, мађарски песник и новинар. (прем. 1919)
- 1890 — Шарл де Гол, француски генерал, државник и политичар. (прем. 1970)
- 1901 — Хоакин Родриго, шпански композитор и пијаниста. (прем. 1999)
- 1904 — Луј Нел, француски физичар, добитник Нобелове награде за физику (1970). (прем. 2000)
- 1907 — Дора Мар, француска сликарка, фотографкиња и песникиња. (прем. 1997)
- 1913 — Бенџамин Бритн, енглески композитор, диригент и пијаниста. (прем. 1976)
- 1921 — Родни Дејнџерфилд, амерички комичар, глумац, продуцент, сценариста, музичар и писац. (прем. 2004)
- 1922 — Јуџин Стонер, амерички конструктор стрељачког оружја. (прем. 1997)
- 1924 — Џералдина Пејџ, америчка глумица. (прем. 1987)
- 1940 — Тери Гилијам, британски сценариста, редитељ, аниматор, глумац и комичар.
- 1941 — Том Конти, шкотско енглески глумац.
- 1943 — Били Џин Кинг, америчка тенисерка.
- 1944 — Макс Ромео, јамајкански реге музичар. (прем. 2025)
- 1948 — Радомир Антић, српски фудбалер и фудбалски тренер. (прем. 2020)
- 1949 — Радош Љушић, српски историчар.
- 1950 — Стивен ван Зант, амерички музичар, музички продуцент, глумац и активиста.
- 1953 — Драган Јовичић, босанскохерцеговачки глумац. (прем. 2020)
- 1956 — Сузана Манчић, српска глумица, певачица и ТВ водитељка.
- 1956 — Борислав Пелевић, српски политичар, председник Странке српског јединства и један од команданата Српске добровољачке гарде. (прем. 2018)
- 1958 — Џејми Ли Кертис, америчка глумица.
- 1958 — Брус Пејн, енглески глумац.
- 1962 — Виктор Пељевин, руски писац.
- 1963 — Ђуро Мацут, премијер Србије.
- 1965 — Мадс Микелсен, дански глумац.
- 1967 — Борис Бекер, немачки тенисер.
- 1967 — Марк Рафало, амерички глумац, редитељ и продуцент.
- 1970 — Доктор Иги, српски денс музичар.
- 1976 — Виле Хермани Вало, фински музичар, најпознатији као фронтмен групе HIM.
- 1976 — Торстен Фрингс, немачки фудбалер.
- 1977 — Керем Гонлум, турски кошаркаш.
- 1979 — Вук Костић, српски глумац.
- 1983 — Калина Ковачевић, српска глумица.
- 1984 — Скарлет Џохансон, америчка глумица, певачица и модел.[1]
- 1986 — Зорана Аруновић, српска стрелкиња.
- 1987 — Маруан Фелаини, белгијски фудбалер.
- 1990 — Дарко Планинић, хрватски кошаркаш.
- 1992 — Стефан Настић, српско-канадски кошаркаш.
- 1995 — Грше, хватски репер.

## Смрти
- 1617 — Ахмед I, османски султан и халиф ислама. (рођ. 1590).
- 1916 — Џек Лондон, амерички књижевник.
- 1954 — Андреј Вишински, руски правник и дипломата.
- 1963 — Џон Фицџералд Кенеди, председник САД.
- 1963 — Олдус Хаксли, енглески књижевник.
- 1963 — К. С. Луис, британски писац, песник и академик . (рођ. 1898).
- 1980 — Ме Вест, америчка глумица. (рођ. 1893).
- 1981 — Милан Кашанин, српски историчар уметности.
- 2000 — Емил Затопек, чешки атлетичар.

## Празници и дани сећања
Српска православна црква данас слави
- Свети мученици Онисифор и Порфирије
- свети Нектарије Егински
- Преподобни Јован Колов
- Преподобна Матрона Цариградска
- Преподобни Јефтимије Дохијарски и ученик му Неофит
- Свети Симеон Метафраст
- Преподобна Теоктиса Пароска
- Свете преподобне Евстолија и Сосипатра
- Свети мученик Антоније
- Свети мученици Христифор и Мавра
- Свети мученик Александар солунски
- Свети мученици Нарсије и Артемон
- Свети преподобни Еладије
- Свети преподобни Онисифор печерски